# US Foods
US Foods, bis 2011 U.S. Foodservice, ist ein US-amerikanisches Unternehmen mit Firmensitz in Columbia. Das Unternehmen gehörte bis zu seinem Börsengang 2016 zu den 100 größten nicht börsennotierten Unternehmen. Seither wird es bei der NASDAQ unter dem Tickersymbol USFD gehandelt.
Das Unternehmen beliefert Restaurants, Hotels. Unternehmen, Schulen und Hochschulen mit Nahrungsmittelprodukten und ist unter anderem im Cateringservice tätig.
Nachdem das frühere Mutterunternehmen Royal Ahold die U.S. Foodservice im Jahr 2007 verkauft hatte, gehörte US Foods gegenwärtig gemeinschaftlich den US-amerikanischen Unternehmen Clayton, Dubilier & Rice und Kohlberg Kravis Roberts.
2009 wurde der Sitz des Unternehmens von Columbia nach Rosemont in Illinois verlegt.